# Clubiona pseudosimilis
Clubiona pseudosimilis là một loài nhện trong họ Clubionidae.
Loài này thuộc chi Clubiona. Clubiona pseudosimilis được miêu tả năm 1990 bởi Mikhailov.